# Organizacja Współpracy Kolei
     kraje członkowskie SMGS
     kraje obserwatorzy SMGS
     kraje członkowskie OTIF
     członkowie OTIF i SMGS
     kraje obserwatorzy SMGS

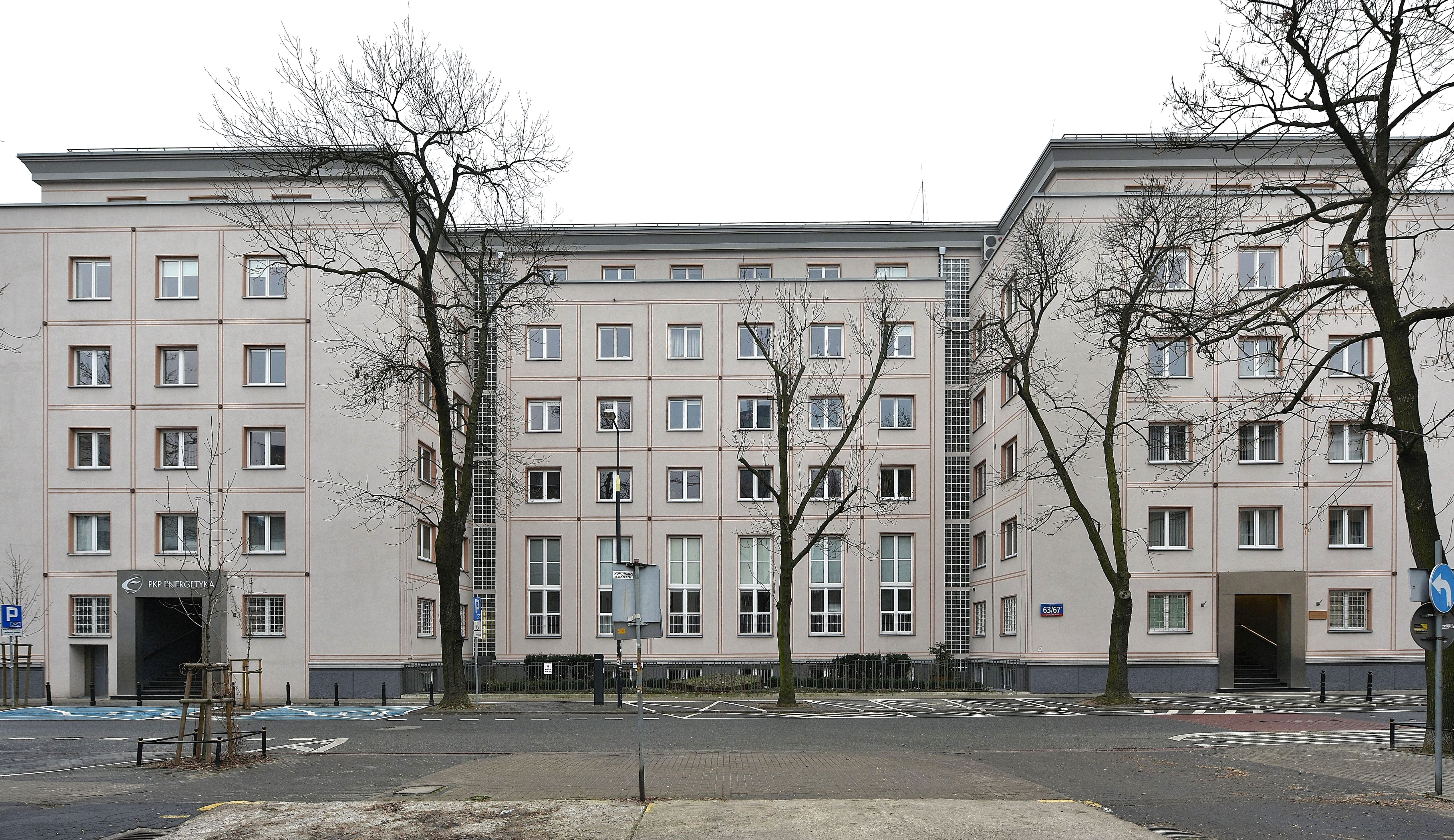
Siedziba Organizacji Współpracy Kolei (OSŻD) w Warszawie przy ul. Hożej

kraje członkowskie SMGS
kraje obserwatorzy SMGS

kraje członkowskie OTIF
członkowie OTIF i SMGS
kraje obserwatorzy SMGS

Organizacja Współpracy Kolei (ang. Organisation for Cooperation between Railways, OSJD; ros. Организация сотрудничества железных дорог, ОСЖД – OSŻD) – organizacja międzynarodowa założona 28 czerwca 1956 r. w Sofii na sesji Narady Ministrów odpowiedzialnych za transport kolejowy w następujących krajach: Bułgarska Republika Ludowa, Węgierska Republika Ludowa, Niemiecka Republika Demokratyczna, Chińska Republika Ludowa, Koreańska Republika Ludowo-Demokratyczna, Mongolska Republika Ludowa, Polska Republika Ludowa, Rumuńska Republika Ludowa, Związek Socjalistycznych Republik Radzieckich, Republika Czechosłowacka.
Na czerwiec 2023 r. OSŻD zrzesza 30 krajów Europy i Azji, status obserwatora mają 4 przedsiębiorstwa kolejowe, a 36 przedsiębiorstw związanych z działalnością kolejową ma status przedsiębiorstwa stowarzyszonego z OSŻD.
Całkowita długość eksploatacyjna kolei OSŻD osiąga 340 tysięcy km. W krajach członkowskich OSŻD, których łączna powierzchnia wynosi ponad 37,5 miliona kilometrów kwadratowych, z populacją ponad 2 miliardów ludzi, transportem kolejowym rocznie przewozi się średnio około 5,5 miliarda pasażerów i 5,5 miliarda ton ładunków.

## Historia
Potrzeba stworzenia jednolitych norm prawnych i ekonomicznych w celu zapewnienia przewozów pasażerskich i towarowych w kolejowej komunikacji międzynarodowej stała się przyczyną opracowania na początku lat 50. tekstów pierwszych podstawowych dokumentów, regulujących realizację przewozów pasażerskich i towarowych w kolejowej komunikacji międzynarodowej, były to:
- Umowa dotycząca przewozu pasażerów i bagażu kolejami w bezpośredniej komunikacji międzynarodowej (MPS) oraz Instrukcja Służbowa do Umowy;
- Umowa o przewozie towarów koleją w bezpośredniej komunikacji międzynarodowej (MGS) oraz Instrukcja Służbowa do Umowy;
- Taryfa na przewóz pasażerów, bagażu i przesyłek ekspresowych koleją w bezpośredniej komunikacji międzynarodowej;
- Jednolita taryfa tranzytowa na przewóz towarów przez kraje, których koleje uczestniczą w Umowie o przewozie towarów kolejami w bezpośredniej komunikacji międzynarodowej;
- Zasady wzajemnego korzystania z wagonów w komunikacji międzynarodowej (PPW);
- Zasady rozliczeń do umów MPS i MGS.

Te umowy, zasady i taryfy przyjęte przez Koleje Ludowej Republiki Albanii, Ludowej Republiki Bułgarii, Węgierskiej Republiki Ludowej, Niemieckiej Republiki Demokratycznej, Polskiej Republiki Ludowej, Socjalistycznej Republiki Rumunii, Związku Socjalistycznych Republik Radzieckich i Czechosłowackiej Republiki Socjalistycznej weszły w życie 1 listopada 1951 r.
W 1953 roku w Moskwie i w 1955 roku w Berlinie odbyły się kolejne posiedzenia kolei uczestniczących w tych Umowach. W wyniku tych spotkań teksty powyższych umów, taryf i zasad uległy zasadniczym zmianom, a umowy otrzymały nazwy SMGS (komunikacja towarowa) i SMPS (komunikacja pasażerska); również znacznie wzrosła liczba uczestników tych Umów.
Prowadzenie spraw MPS i MGS (a później SMPS i SMGS) powierzono Polskim Kolejom Państwowym, które w celu realizacji tej funkcji utworzyły Biuro Zarządzające MPS – MGS (BUD).
Z biegiem czasu współpraca między kolejami rozwijała się. Znacznie zwiększyły się przewozy pasażerów i towarów, a ponadto wzrosła potrzeba rozszerzenia współpracy na inne obszary działalności kolei, a mianowicie na sferę techniczną, naukowo-badawczą i projektowo-konstrukcyjną, a także na sferę ekonomiczną.
Potrzeba rozwoju współpracy naukowo-technicznej między kolejami i rozwoju międzynarodowej komunikacji kolejowej była przyczyną powstania nowych form organizacyjnych, które miały zapewnić jej ciągły rozwój. W rezultacie pojawiła się potrzeba stworzenia nowej organizacyjnej struktury współpracy w dziedzinie transportu kolejowego.
W konsekwencji 23-28 czerwca 1956 roku w Sofii odbyła się Narada Ministrów odpowiedzialnych za transport kolejowy, którzy jednogłośnie postanowili powołać do życia Organizację Współpracy Kolei (OSŻD). W historii OSŻD posiedzenie to jest uważane za pierwszą sesję Narady Ministrów OSŻD. Na naradzie omówiono kwestie dotyczące rozszerzenia koordynacji i współpracy między kolejami uczestniczącymi w umowach SMPS i SMGS, przyjęto Statut Organizacji Współpracy Kolei i polecono Biuru Zarządzającemu opracowanie projektu Zasad Procedury Narady Ministrów OSŻD i regulaminu organu wykonawczego - Komitetu OSŻD.

## Państwa członkowskie OSŻD
1956 - państwa członkowskie OSŻD (założyciele)
Albania, Bułgaria, Niemiecka Republika Demokratyczna, Chiny, KRLD, Mongolia, Polska, Rumunia, ZSRR, Czechosłowacja, Węgry, Wietnam
1966 Kuba
1990 Niemiecka Republika Demokratyczna przestaje być państwem członkowskim OSŻD
1992 Rosja (jako prawny następca ZSRR), Białoruś, Łotwa, Litwa, Mołdawia, Ukraina, Estonia
Białoruś, Łotwa, Litwa, Mołdawia, Ukraina, Estonia
1993 W miejsce Czechosłowacji - Czechy i Słowacja, Gruzja, Azerbejdżan, Kazachstan, Uzbekistan
1994 Turkmenistan
1995 Kirgistan, Tadżykistan
1997 Iran
2014 Afganistan
2018 Republika Korei
2022 Laos

## Cele i zadania
Głównymi kierunkami działalności OSŻD są:
- Rozwój i doskonalenie międzynarodowych przewozów kolejowych, przede wszystkim w komunikacji między Europą a Azją, w tym przewozów kombinowanych;
- Kształtowanie spójnej polityki transportowej w zakresie międzynarodowego transportu kolejowego, opracowywanie strategii funkcjonowania transportu kolejowego i strategii działalności OSŻD;
- Doskonalenie międzynarodowego prawa transportowego, prowadzenie spraw Umowy o międzynarodowej kolejowej komunikacji pasażerskiej (SMPS), Umowy o międzynarodowej kolejowej komunikacji towarowej (SMGS) i innych dokumentów prawnych związanych z międzynarodową komunikacją kolejową;
- Współpraca w zakresie rozwiązywania kwestii związanych z ekonomicznymi, informacyjnymi, naukowo-technicznymi i środowiskowymi aspektami transportu kolejowego;
- Opracowywanie działań mających na celu zwiększenie konkurencyjności transportu kolejowego w stosunku do innych środków transportu;
- Współpraca w zakresie eksploatacyjnych i technicznych zagadnień związanych z dalszym rozwojem międzynarodowych przewozów kolejowych;
- Współpraca z organizacjami międzynarodowymi zajmującymi się transportem kolejowym, w tym transportem kombinowanym.

## Organy kierownicze
Najwyższym organem kierowniczym OSŻD jest Narada Ministrów. Narada Ministrów rozpatruje i podejmuje decyzje na szczeblu rządowym we wszystkich kwestiach związanych z kierunkami działalności OSŻD, z uwzględnieniem propozycji Konferencji Dyrektorów Generalnych (pełnomocnych przedstawicieli) Kolei OSŻD.
Organem zarządzającym na poziomie przedsiębiorstw kolejowych jest Konferencja Dyrektorów Generalnych (pełnomocnych przedstawicieli) kolei OSŻD (KGD). Konferencja organizuje prace i podejmuje decyzje w sprawach związanych z kierunkami działalności OSŻD w ramach kompetencji kolei i przedsiębiorstw kolejowych.
Narada Ministrów i Konferencja w zakresie swoich kompetencji podejmują decyzje dotyczące działalności OSŻD i jej organu wykonawczego - Komitetu OSŻD, w tym tworzenia organów roboczych i innych struktur Organizacji, określania zadań i programu prac organów roboczych.
Wyjątkowość OSŻD polega na tym, że w ramach jednej organizacji współpracują państwowe organy wykonawcze odpowiedzialne za transport kolejowy i podmioty gospodarcze w postaci przedsiębiorstw kolejowych. Pozwala to na połączenie w jedną organizację całego kompleksu podmiotów zaangażowanych w proces tworzenia prawa, a następnie w jego stosowania.

## Korytarze OSŻD
W systemie OSŻD funkcjonuje 13 korytarzy transportowych. Geograficznie obejmują one prawie wszystkie kraje członkowskie OSŻD od Zachodu do Wschodu i od Północy do Południa. Ich fundamenty zostały założone w 1996 roku, kiedy OSŻD określiło 13 głównych tras kolejowych w komunikacji między Europą i Azją na podstawie przewozów towarowych między krajami obu kontynentów.

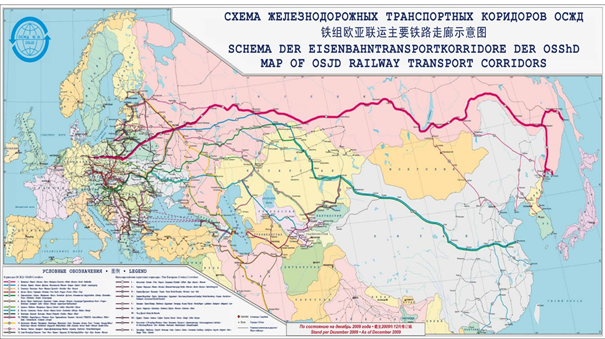
Kolejowe korytarze transportowe OSŻD

W latach 1996–2001 Organizacja przeprowadziła analizę warunków geograficznych, technicznych i eksploatacyjnych 13 korytarzy, zebrała dane dotyczące infrastruktury i przejść granicznych oraz przeanalizowała sposoby poprawy technologii transportu towarowego. Rezultatem tej pracy było określenie wielokierunkowych działań niezbędnych dla poprawy organizacji międzynarodowych przewozów kolejowych wzdłuż korytarzy transportowych w komunikacji między Europą a Azją. Zainteresowane kraje podpisały "Protokół ustaleń" w sprawie rozwoju tych korytarzy, co stanowiło podstawę skoordynowanych działań państw w celu reorganizacji i modernizacji odpowiednich linii kolejowych.
W celu zapewnienia efektywnego funkcjonowania korytarzy dla każdego z nich podpisano memoranda o współpracy w zakresie ich technicznego, eksploatacyjnego i komercyjnego rozwoju, opracowano także kompleksowe plany poprawy ruchu i rozwoju oraz paszporty techniczno-eksploatacyjne.

## Komitet OSŻD
Komitet Organizacji Współpracy Kolei jest organem wykonawczym Organizacji. Jednocześnie jest jedynym organem OSŻD działającym stale. W skład Komitetu wchodzą specjaliści skierowani do Komitetu przez członków OSŻD. Komitet swoje funkcje realizuje w ramach następującej struktury organizacyjnej:
| Komitet Organizacji Współpracy Kolei              | Komitet Organizacji Współpracy Kolei |
| ------------------------------------------------- | --- |
| Kierownictwo Komitetu                             | Przewodniczący Zastępcy Przewodniczącego Sekretarz |
| Aparat roboczy Narady Ministrów                   | I Komisja ds. polityki transportowej i strategii rozwoju II Komisja ds. prawa transportowego |
| Aparat roboczy Konferencji Dyrektorów Generalnych | III Komisja ds. przewozów towarowych IV Komisja ds. przewozów pasażerskich V Komisja ds. infrastruktury i taboru kolejowego Stała grupa robocza (PRG) ds. kodowania i informatyki Stała grupa robocza (PRG) ds. finansów i rozliczeń |

W celu realizacji szczegółowych zadań powoływane są dedykowane tymczasowe grupy robocze oraz wspólne grupy robocze z innymi organizacjami międzynarodowymi.
Komitet OSŻD ma swoją siedzibę w Polsce w Warszawie.

## Przewodniczący
- 1957–1965 – Henryk Drążkiewicz
- 1976–1985 – Stefan Batkowski
- 1985–1990 – Ryszard Stawrowski
- 1990–1998 – Andrzej Gołaszewski
- 1998– 2020 – Tadeusz Szozda
- od 2020 – Mirosław Antonowicz[1]